# NGC 2146
NGC 2139 är en stavgalax i stjärnbilden Giraffen. Den upptäcktes år 1876 av Friedrich August Theodor Winnecke.